# Pannellaina
Pannellaina es un género de foraminífero bentónico de la familia Pannellainidae, de la superfamilia Discorboidea, del suborden Rotaliina y del orden Rotaliida. Su especie tipo es Discorbis byramensis. Su rango cronoestratigráfico abarca desde el Oligoceno hasta la Actualidad.

## Clasificación
Pannellaina incluye a las siguientes especies:
- Pannellaina byramensis
- Pannellaina earlandi